# کوارتت (فیلم ۱۹۴۸)
«کوارتت» (انگلیسی: Quartet (1948 film)) فیلمی در ژانر کمدی-درام به کارگردانی کن آناکین و هارولد فرنچ است که در سال ۱۹۴۸ منتشر شد. از بازیگران آن می‌توان به دیرک بگارد، جرج کول، نانتون وین و اونور بلکمن اشاره کرد.